# Fiodor Opadczi
Fiodor Fiodorowicz Opadczi (ros. Фёдор Фёдорович Опадчий, ur. 1 stycznia?/14 stycznia 1907 we wsi Rotowka w powiecie głuchowskim w guberni czernihowskiej (obecnie w rejonie putywelskim w obwodzie sumskim), zm. 10 kwietnia 1996 w Moskwie) – radziecki pilot doświadczalny i lotnik wojskowy, pułkownik, Bohater Związku Radzieckiego (1957).

## Życiorys
Do 1920 skończył 4 klasy szkoły wiejskiej, a w 1925 zawodową szkołę techniczną w Głuchowie, pracował jako ślusarz mechanik w cukrowni w chutorze Michałowski (obecnie Drużba) i we wsi Rakitnoje w rejonie konotopskim. Od października 1929 służył w armii, początkowo w Leningradzkim Okręgu Wojskowym, w 1931 ukończył wojskową szkołę lotniczą w Gatczynie i następnie był w niej instruktorem. Później był instruktorem w wojskowej szkole lotniczej w Ługańsku, następnie służył jako lotnik w Moskiewskim Okręgu Wojskowym. Od 1936 do 1943 był pilotem doświadczalnym Naukowo-Badawczego Instytutu Sił Powietrznych, latem 1941 testował bombowiec ANT-58 i Tu-2, a także inne modele bombowców. Od grudnia 1939 do marca 1940 brał udział w wojnie z Finlandią jako dowódca eskadry 85 pułku lotnictwa bombowego, wykonując 21 lotów bojowych. Od lipca 1941 walczył w wojnie z Niemcami jako zastępca dowódcy 410 pułku lotnictwa bombowego na Froncie Zachodnim, biorąc udział w walkach obronnych na Białorusi i wykonując 9 lotów bojowych samolotem Pe-2. We wrześniu 1941 zajął się formowaniem 187 samodzielnej eskadry złożonej z samolotów niemieckiej produkcji i z Pe-2. Jego samolot uległ poważnej awarii i wskutek odniesionych obrażeń Opadczi w maju 1942 nie wrócił na front, tylko ponownie został pilotem doświadczalnym w Naukowo-Badawczym Instytucie Sił Powietrznych. Od 1943 do 1945 był pilotem doświadczalnym Specjalnego Biura Konstrukcyjnego (OKB) Miasiszczewa, prowadząc testy bombowców dalekiego zasięgu; ponownie pracował w tym OKB w latach 1951-1957, testując m.in. bombowiec dalekiego zasięgu M-4. W latach 1946–1951 był pilotem doświadczalnym OKB Tupolewa, testując m.in. bombowce Tu-2D, Tu-2T, Tu-14, Tu-18 i Tu-80 oraz samolot transportowy Tu-70. Brał również udział w testach samolotów Tu-7, Tu-8 i Tu-10 oraz modyfikacji bombowców Tu-2 i Tu-4. W grudniu 1957 został zwolniony do rezerwy w stopniu pułkownika.

## Odznaczenia i nagrody
- Złota Gwiazda Bohatera Związku Radzieckiego (7 lutego 1957)
- Order Lenina (dwukrotnie, 26 października 1955 i 7 lutego 1957)
- Order Czerwonego Sztandaru (pięciokrotnie, 7 kwietnia 1940, 8 sierpnia 1947, 31 lipca 1948, 15 listopada 1950 i 14 sierpnia 1957)
- Nagroda Leninowska (1957)
- Order Wojny Ojczyźnianej I klasy (dwukrotnie, 19 sierpnia 1944 i 11 marca 1985)
- Order Czerwonej Gwiazdy (dwukrotnie, 27 maja 1939 i 3 listopada 1944)

I medale.